# Rocca Pia (Tivoli)
La Rocca Pia è una fortezza del XV secolo situata in quello che oggi è il cuore della città di Tivoli.

## Storia
La costruzione della rocca nel 1461 metteva fine ad un periodo caratterizzato da forti conflittualità di vario genere per la città di Tivoli,lacerata dai contrasti tra guelfi partito guelfo e ghibellini partito ghibellino, nonché dalle lotte intestine tra i discendenti della famigli Colonna e della famiglia Orsini. La città si trovò costretta a metà del XV secolo a sopire le sue secolari aspirazioni d'indipendenza comunale e ad assoggettarsi infine al potere papale. Nel luglio 1461 papa Pio II Piccolomini, per la prima volta in visita alla città di Tivoli, per assicurarsene la fedeltà diete avvio alla costruzione della rocca.
Il progetto fu probabilmente affidato agli architetti Niccolò e Varrone, entrambi allievi del Filarete. Soprastante della fabbrica fu Giovanni Stefano da Landriano e gli esecutori dei lavori il mastro Manfredino e la sua bottega, mentre il responsabile finanziario fu Fra Giacomo da Gaeta.
A perenne memoria della capitolazione della“Tibur Superbum”(Publio Virgilio Marone Virgilio),sul portale d'ingresso alla rocca campeggia ancora l'iscrizione:“Grata bonis, invisa malis,inimica superbis sum Tibure:enim sic Pius instituit”(grata ai buoni, invisa ai malvagi,nemica ai superbi,sono per te a Tivoli, (poiché così volle Pio) Tibure viene corretto in Tibur (vocativo in latino). 

### La costruzione
La posizione strategica scelta per la costruzione,suggerita forse dalle preesistenze risalenti al periodo di papa Callisto III Borgia,poco fuori dall'abitato storico e la cinta muraria,ma prominente rispetto al resto della città, garantiva la sicurezza dall'esterno,attraverso la stretta vigilanza cui consentiva di sottoporre le vie d'accesso e la via Tiburtina,ma allo stesso tempo scongiurava la possibilità di nuovi disordini interni.La Rocca inoltre andava ad innestarsi in un'area urbanisticamente assai complessa:l'area ad est(l'attuale piazzale Matteotti) accoglieva i resti di una necropoli dell'Età del ferro (IX secolo a.C.IX–VI secolo a.C.),attribuibile alle prime popolazioni sabini sabine che s'insediarono nel territorio; l'area a Nord invece era dominata da un anfiteatro di età romana(il cosiddetto Anfiteatro di Bleso), le cui eminenze furono completamente rase al suolo,per impedire che potessero offrire riparo ai nemici.La costruzione del complesso fu ultimata nel corso del secolo,con Sisto IV della Rovere o più verosimilmente con papa Alessandro VI Alessandro VI Borgia(i due torrioni minori),mentre lievi modifiche furono apportate nei primi anni del Cinquecento con papa Giulio II Giulio II. 

### L'utilizzo
L'edificio andò ad assolvere il ruolo strategico-militare con il cui intento fu costruito parzialmente e comunque solo dopo la metà del XVI secolo,ossia con la nomina del cardinale Ippolito d'Este a governatore della città,mentre con la conseguente realizzazione della Villa d'Este Tivoli Villa d’Este fu coinvolto nel monumentale progetto residenziale che si profilava per la città.Nel Settecento fu occupata dalle truppe Repubblica Romana(1798-1799)francesi ed austriache,quindi divenne prima caserma e poi fu adattata a carcere in Napoleone Bonaparte età napoleonica,tramite l'addossamento all'interno del cortile di un corpo di fabbrica,ruolo che andò a ricoprire fino al 1960.La Rocca,nonostante i restauri,non ha avuto per svariati decenni una precisa destinazione d'uso e non è stata visitabile. Questa incredibile situazione è perdurata fino al 15 dicembre 2018,giorno in cui è stata aperta al pubblico sotto la gestione del Comune di Tivoli.

## La struttura
L'edificio realizzato in tufo locale è costituito da:4 torrioni di forma circolare di diverse dimensioni,uniti da alti muraglioni,che delimitano lo spazio di un cortile interno.Il torrione maggiore,che dava verso l'esterno della città e fungeva da vero e proprio mastio,è alto 36,50 m e contiene sei stanze sovrapposte;il secondo,é alto 25,50 m,e ne contiene 5,mentre i due minori,collocati verso la città,ma aperti sul cortile,sono alti 18 m e contengono solo 3 stanze sovrapposte ciascuno.Il portale d'ingresso,che reca le insegne della famiglia Piccolomini,era difeso da un avancorpo d'ingresso con due torrioni di forma quadrata.Gli alti muraglioni e i torrioni svettano sopra un'alta base a scarpa e sono coronati da profondi archetti pensili di sapore medievaleggiante;le torri conservano ancora intatta l'originale merlatura guelfa(persa nei muraglioni).Dal lato orientale è ancora ben visibile,benché murata,l'apertura posta a mezza altezza cui era associato il ponte levatoio.Le forme ancora molto medievali fanno da contrappunto al tentativo di Pio II di realizzare uno strumento dotato della più innovativa tecnologia dell'epoca;la diffusione delle armi da fuoco comportò quindi un massiccio ispessimento delle mura,cosparse da numerose aperture per le bocche di fuoco.Nonostante questi tentativi però ben presto la fortezza risultò largamente inadeguata rispetto alle moderne teorie architettoniche e così finì per assolvere funzioni estranee alla sua natura.

## Galleria d'immagini

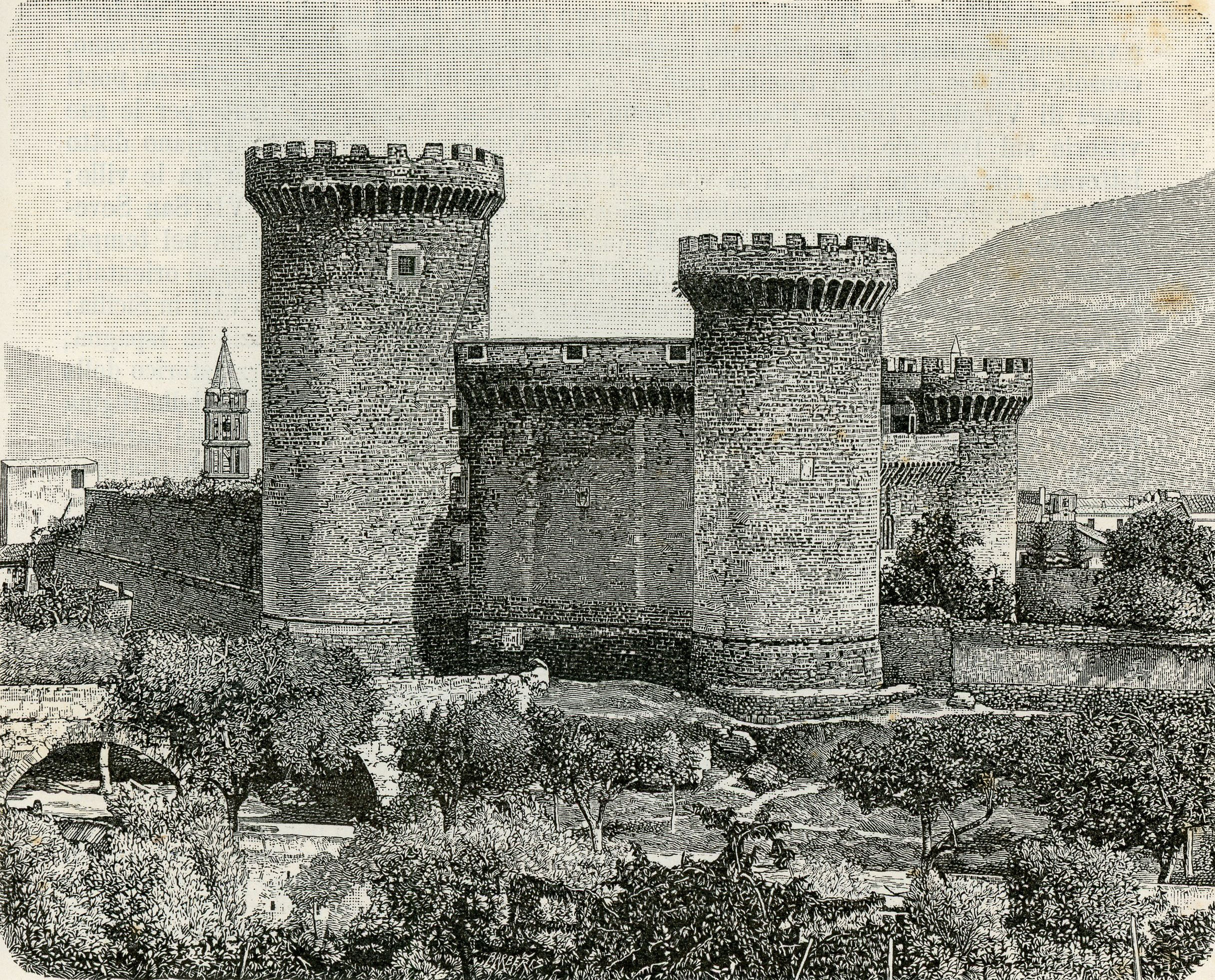
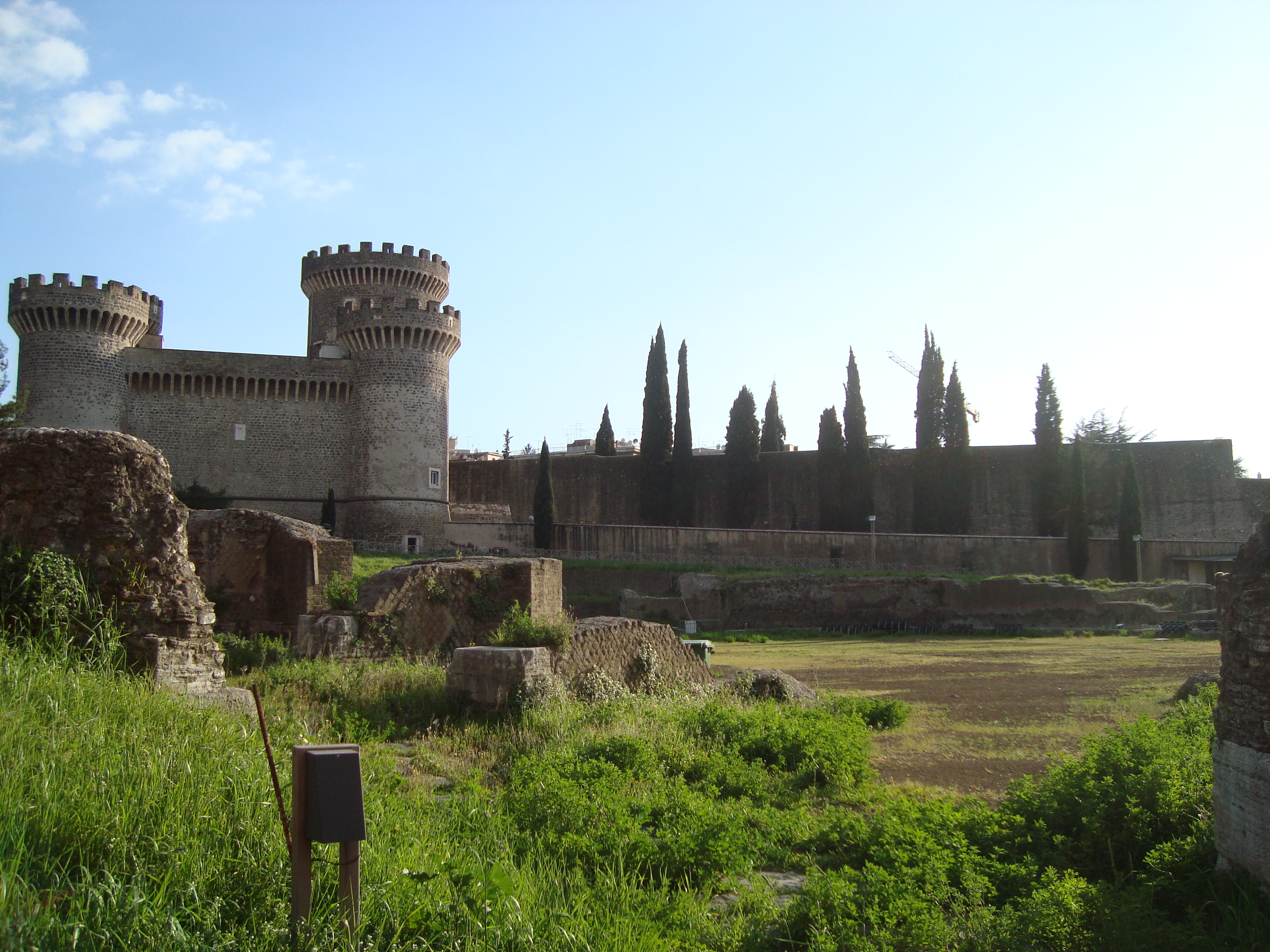
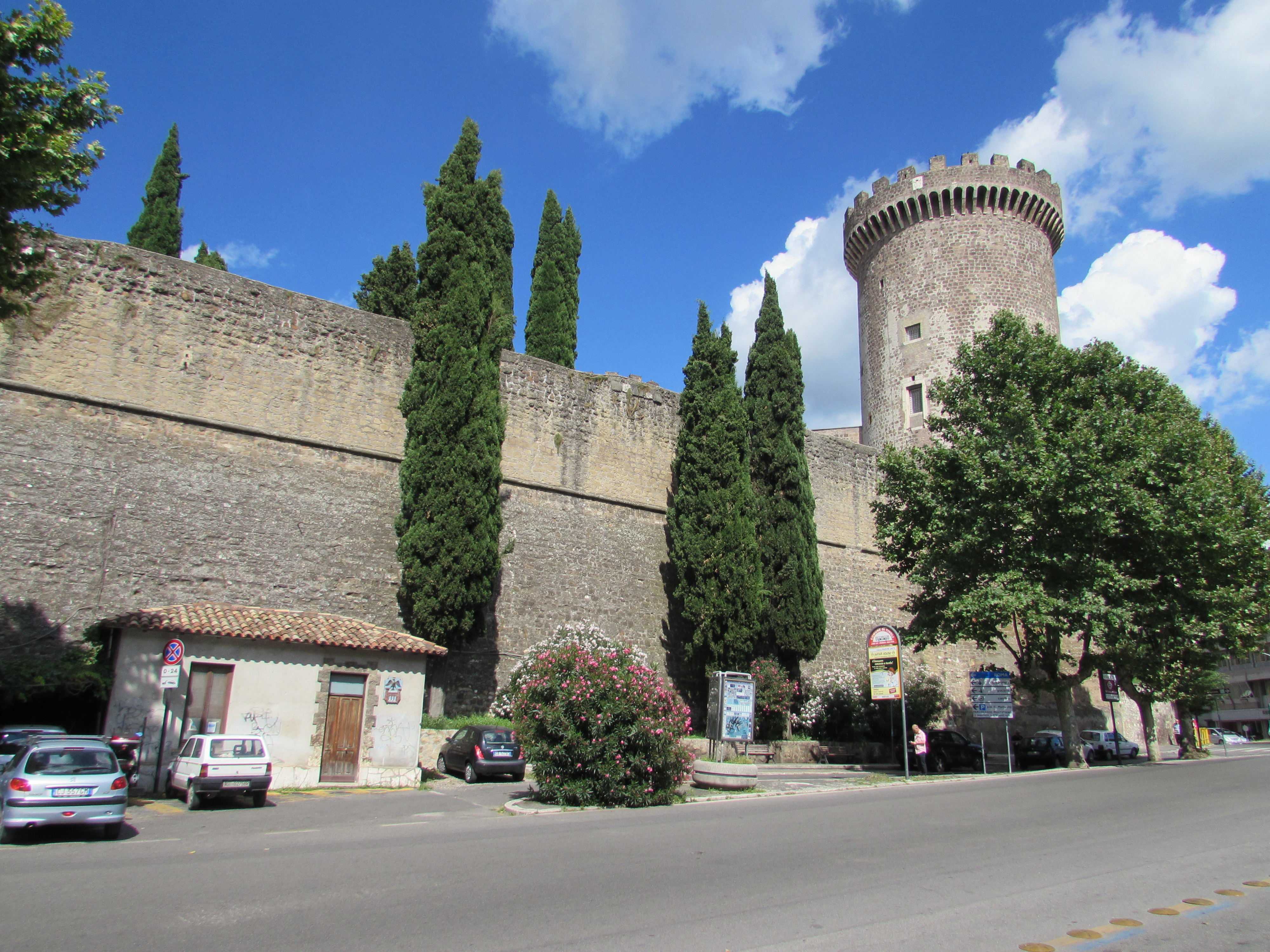
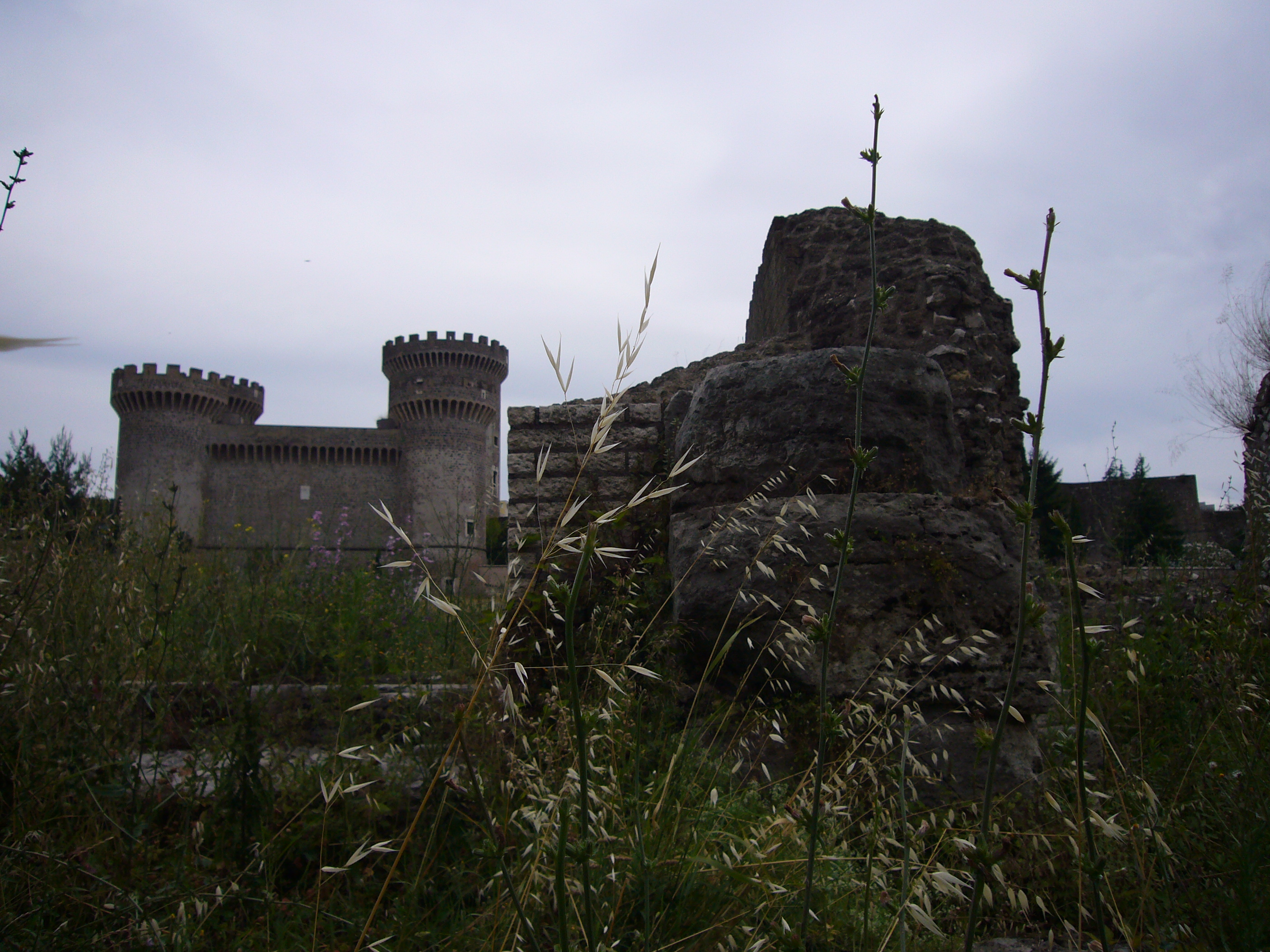
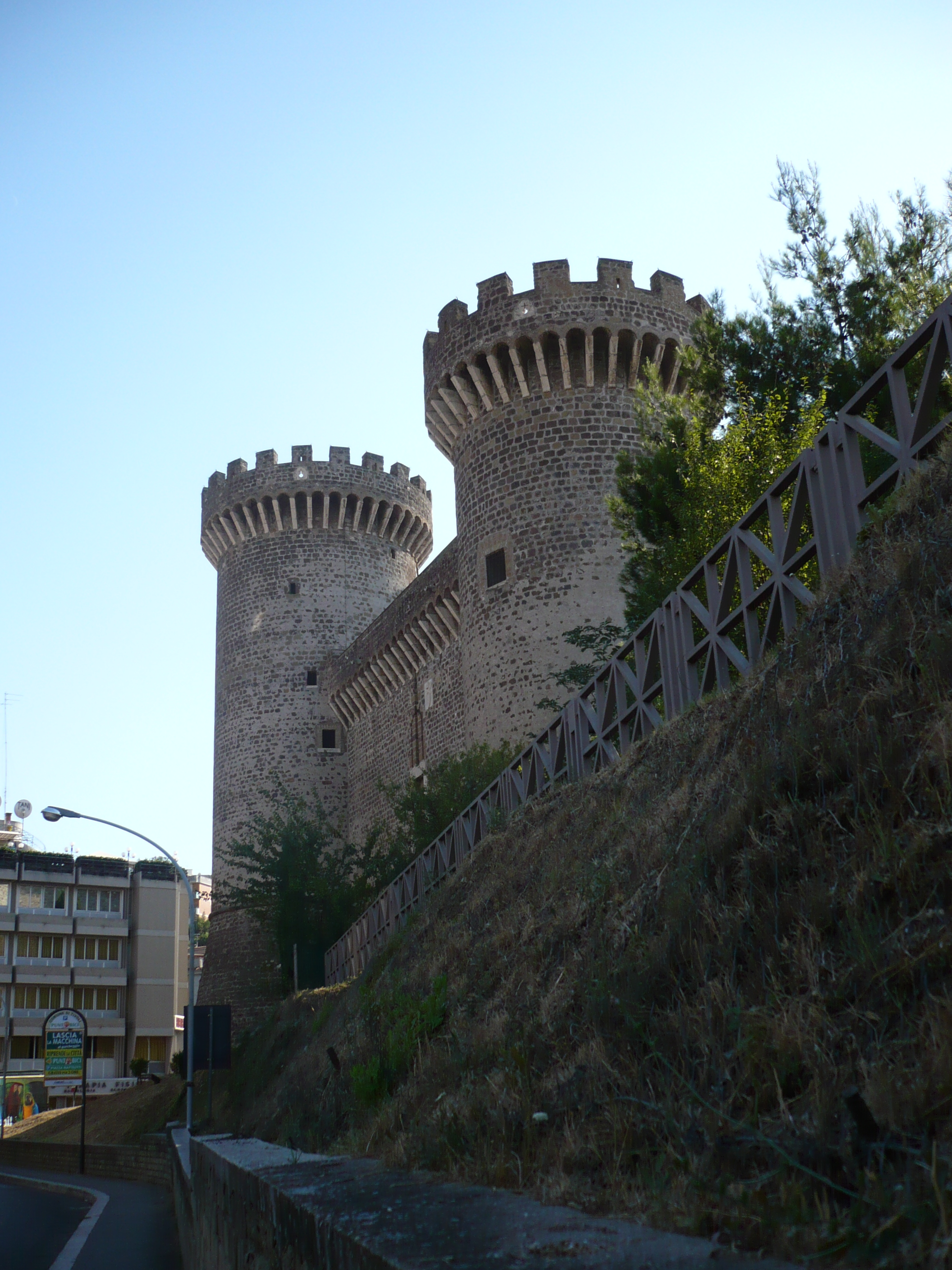
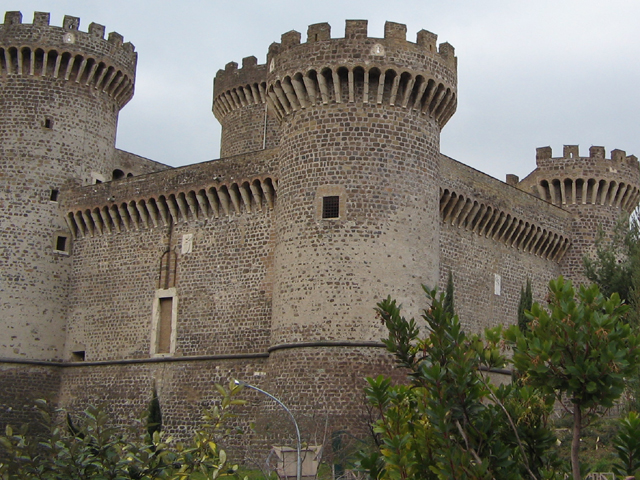

## Curiosità
La Rocca Pia in costruzione viene rappresentata da Andrea Mantegna negli affreschi della Camera degli Sposi del Castello di San Giorgio(Mantova)Castello di San Giorgio di Mantova(1465-1474).